# Гирченко, Яков Архипович
Яков Архипович Гирченко (1903, село Лиман Первый, теперь Решетиловского района Полтавской области — ?) — украинский советский деятель, председатель колхоза имени Сталина Решетиловского района Полтавской области. Депутат Верховного Совета СССР 2-3-го созывов (в 1949—1954 годах).

## Биография
Родился в крестьянской семье.
В 1935—1941 годах — председатель колхоза имени Сталина села Демидовки Решетиловского района Полтавской области.
Член ВКП(б) с 1938 года.
С июня 1941 года — в Красной армии, участник Великой Отечественной войны. Во время обороны Москвы в 1942 году был легко ранен и контужен. С августа 1942 по 1944 год служил командиром транспортной роты 618-го стрелкового полка 215-й стрелковой дивизии Центрального, Западного и 3-го Белорусского фронтов. С весны 1944 года работал агрономом в подсобном хозяйстве 215-й стрелковой дивизии. С августа 1945 года — командир транспортной роты 618-го стрелкового полка 215-й стрелковой дивизии 5-й армии 1-го Дальневосточного фронта, участник советско-японской войны.
С 1946 года — председатель колхоза имени Сталина (потом — «Знамя коммунизма») села Демидовки Решетиловского района Полтавской области.
Потом — на пенсии в селе Демидовке Решетиловского района Полтавской области.

## Звание
- лейтенант административной службы

## Награды
- орден Трудового Красного Знамени (26.02.1958)
- три ордена Красной Звезды (14.01.1944, 30.09.1945,)
- орден Отечественной войны I ст. (6.11.1985)
- Большая серебряная медаль Всесоюзной сельскохозяйственной выставки (1939)
- медали